# Публій Петроній (консул-суффект)
Публій Петроній (лат. Publius Petronius; 24 до н. е. — 46) — політичний і державний діяч часів ранньої Римської імперії.

## Життєпис
Походив з роду вершників Петроніїв. Син Публія Петронія Турпіліана, сенатора. 7 року н. е. увійшов до колегії авгурів. у 19 році став консулом-суффектом разом із Марком Юнієм Сіланом Торкватом. Під час своєї каденції разом з колегою видав закон, спрямований на поліпшення становища рабів (Lex Petronia Iunia).
У 29—35 роках обіймав посаду проконсула провінції Азія. 36 року у Римі займався оцінкою збитків, завданих великою пожежею у місті. 39 року як імператорський легат—пропретор до провінції Сирія. На цій посаді він перебував до 42 року. Того ж року отримав наказ імператора Калігули щодо встановлення статуї того в Єрусалимському храмі. До цього завдання Петроній узявся з обачливістю та дипломатичністю. Спочатку зібрав в Антіохії лідерів юдеїв, сподіваючись, що ті допоможуть запобігти невдоволенню населення рішенням імператора. Разом з тим наказав зібрати у м. Птолемаїда легіони III Галльський, VI Залізний, X Фретенсіс і XII Блискавичний. Разом з тим Петроній намагався досягти порозуміння завдяки перемовинам. 40 року він перебрався до Тіверіади, де зустрівся з Аристобулом, братом царя Ірода Агріппи. Тут під загрозою соціальної розрухи Петроній написав листа Калігулі з проханням відійти до Сирії. Поки тривало листування з імператором Калігулу було вбито (24 січня 41 року). Публій Петроній залишався намісником імператора в Сирії ще й за імператора Клавдія.
У 43 році Петроній повернувся до Риму, де помер у 46 році н. е.

## Родина
Дружина — Плавція, донька Авла Плавція
Діти:
- Публій Петроній Турпіліан, консул 61 року
- Гай Петроній Арбітр, письменник
- Петронія, дружина імператора Вітеллія